# Lafayette Park
Lafayette Park es un distrito histórico de renovación urbana al este del Downtown Detroit de la ciudad de Detroit, en el estado estadounidense de Míchigan, y contiene la colección más grande de edificios residenciales diseñados por Ludwig Mies van der Rohe. La sección norte planeada y parcialmente construida por Mies está incluida en el Registro Nacional de Lugares Históricos. En 2015 fue designado Distrito Histórico Nacional. Lafayette Park está ubicado en el lado este más bajo de la ciudad, directamente al sur del Distrito Histórico de Eastern Market.

## Edificios y desarrollos
Lafayette Park está compuesto principalmente por dos supermanzanas, que combinan viviendas de baja y alta densidad, de la manera que favoreció la Administración Federal de Vivienda después de la Segunda Guerra Mundial.
La primera fase, antes conocida como el redesarrollo Gratiot, estaba delimitada por Hastings Street (más tarde Chrysler Freeway y, finalmente, la I-375), Gratiot Avenue, Orleans Street y Lafayette Street. Los desarrollos en esta sección incluyen:
- The Pavilion Apartments (Mies van der Rohe, 1959)
- Mies Van der Rohe Townhouses (Mies, 1959)
- Walter Chrysler Elementary School (Gould, Moss and Joseph, 1963)
- Lafayette Towers (Mies, 1963)
- Towers Shopping Center (King and Lewis, 1963)
- Four Freedoms House (John Hans Graham, 1965)
- Cherboneau Place North and South (1962-1965)
- Chateaufort Cooperative (1965-1967)
- Regency Square Apartments (Joseph Savin, 1965)

La segunda fase, antes conocida como Lafayette Extension, está al sur, delimitada por The I-375, Lafayette, Orleans Street y Jefferson Avenue. Los desarrollos originales en esta parte incluyen:
- 1300 Lafayette East (Gunnar Birkerts, 1964)
- Central Park Plaza Apartments (Originally known as Central Park Plaza, Giffels and Rossetti, 1963)
- Rochdale Court Apartments (1964-1967, demolished 2002)
- Navarre Place Townhouses (Hausner and Macsai, 1965 and 1969)
- Jean Rivard Apartments (Pastor-Fonsville, 1967)

En 1963, se eliminó una confusión considerable cuando las dos fases, junto con los desarrollos previos contenidos (y superpuestos) denominados de forma diversa Área de Desarrollo Gratiot-Orleans, Lafayette Plaisance y Lafayette Park-University City, fueron consolidados por Lafayette Park Development Association, bajo el nombre de "Lafayette Park".
Una vía verde atraviesa el centro de todo el desarrollo, comenzando en la avenida Gratiot y continuando hacia las dos cuadras hacia el sur, y se conoce como Lafayette Plaisance (entre Gratiot y Lafayette), Lafayette Central Park (entre Lafayette y Larned) y Lafayette Entry Park (entre Larned y Jefferson). A partir de 1960, ambas supermanzanas se conocieron simplemente como Lafayette Park. La cuadra convencional de la ciudad entre Larned y Jefferson también contenía dos de los edificios indígenas que sobrevivieron a la tala (el Club Universitario y los Apartamentos Somerset) y varios edificios comerciales previos a la renovación y una iglesia en la línea Gratiot al norte.
El desarrollo también limita con Dequindre Cut Greenway, una remodelación de carril a sendero que sigue debajo de Orleans Street.
Aunque Lafayette Park se identifica más comúnmente con van der Rohe, Gunnar Birkerts y John Macsai desempeñaron papeles importantes en la mitad sur del vecindario.

## Renovación urbana
Varios factores se unieron para crear la zona de renovación urbana que luego se convirtió en Lafayette Park. En primer lugar, las políticas de la FHA después de la Segunda Guerra Mundial promovieron una "limpieza de tugurios" agresiva, bajo la Ley de Vivienda de 1949, proporcionando hasta la mitad de los costos de demolición en proyectos que a menudo impactaban a los vecindarios afroamericanos. En segundo lugar, Detroit se había construido completamente y carecía de terrenos que pudieran desarrollarse, lo que limitaba los ingresos por impuestos a la propiedad. tercer lugar, Walter Reuther, de United Auto Workers, había hecho del desarrollo de viviendas de ingresos mixtos una prioridad.

## Demolición de Black Bottom
La selección de este sitio funcionó en detrimento de Black Bottom, el centro de la población afroamericana de Detroit, que presentaba un vibrante distrito comercial en Hastings Avenue. La zona, llamada durante mucho tiempo por su rica capa superficial del suelo negro, había sido habitada previamente por varios grupos de inmigrantes a lo largo de los siglos. 
A partir de 1948, se formó Citizens Redevelopment Corporation y comenzó a adquirir y demoler propiedades en Gratiot Redevelopment. Muchos de los residentes originales se trasladaron al norte y al oeste. Al final de las adquisiciones finales, en 1967, se habían limpiado 78 acres.
El éxito del proyecto en el aumento de los ingresos fiscales fue tal que la ciudad emprendió un programa similar en Corktown, nivelando gran parte de un vecindario de casas de madera a favor de la propiedad industrial. El proceso también se repitió en las áreas habitadas ahora por Blue Cross y Blue Shield, DTE Energy y MGM Casino, Universidad Estatal Wayne y Detroit Medical Center, todas las cuales eran zonas de renovación urbana.

## Diseño en evolución

### Plan Yamasaki / Gruen / Stonorov
Después de la Segunda Guerra Mundial, la FHA favoreció los planes de sitios mixtos que incluían tanto rascacielos como apartamentos o casas adosadas estilo jardín. Esa fue una característica de los proyectos de reurbanización en muchas ciudades, incluida San Francisco, con su Gateway Center. En general, los apartamentos con jardín, que se han construido desde la década de 1930, tienen supermanzanas, generalmente con entradas fuera de la calle, generalmente tienen un máximo de dos pisos de altura, se repiten con edificios idénticos en todo un desarrollo, presentan una ornamentación mínima y utilizan paisajismo para aumentar interés visual.
Inicialmente, Minoru Yamasaki, Victor Gruen y Oscar Stonorov recibieron el encargo de crear un plano del sitio y diseñar los edificios residenciales. Su diseño inicial, en la remodelación de Gratiot (la mitad norte) involucró 20 torres de gran altura, algunas de proporción cuadrada y otras rectangulares, junto con varias docenas de casas adosadas. Estos últimos se destacaron por estar agrupados en un patrón de tablero de ajedrez, con cuatro edificios de dos pisos que rodean un patio central.
En última instancia, el proyecto no pudo encontrar financiación como vivienda de ingresos mixtos y el plan original no se realizó.

### Mies, Hilberseimer y Caldwell
En 1956, cuando el proyecto había sido un campo abierto durante varios años, Herbert Greenwald, un joven desarrollador de Chicago, propuso asumir el proyecto como un desarrollo de ingresos medios. Condicionó su participación a utilizar a Ludwig Mies van der Rohe como arquitecto principal. En ese momento, Mies era profesor de arquitectura y diseñador principal de edificios para el Instituto de Tecnología de Illinois. Mies había asumido proyectos esporádicos fuera de la vida académica, como Seagram's Building en Manhattan y 860-880 Lakeshore Drive en Chicago. Mies contrató a Ludwig Hilberseimer y Alfred Caldwell, dos de sus asociados en IIT, para que se desempeñen como planificador del sitio y arquitecto paisajista, respectivamente. Joseph Fujikawa, quien había recibido una maestría estudiando con Mies y finalmente se convertiría en el sucesor de la práctica de Mies, fue el diseñador jefe de todos los proyectos residenciales de Mies.
Como se refleja en las fotos promocionales, el plano original del sitio para el redesarrollo de Gratiot incluía cinco rascacielos en forma de losa de 22 pisos y cuatro edificios más pequeños y cuadrados de 22 pisos, de la siguiente manera:
- Al oeste de Lafayette Plaisance, una losa en la esquina noroeste (norte de Lafayette) y un edificio similar en forma de losa compensado por una torre cuadrada en la esquina de Lafayette y Rivard.
- Al este de Lafayette Plaisance, tres losas igualmente espaciadas. El sur estaba en Larned, el central estaba a la mitad de la longitud de la parcela este, y el norte estaba compensado con una torre cuadrada en una imagen especular de la de Lafayette y Rivard. La sección este incluía un centro comercial cuadrado con acceso desde Orleans.
- Numerosas casas adosadas estaban ocultas por la cubierta de árboles.

El plan se cambió repetidamente a lo largo de la participación de Mies. La primera fase del proyecto procedió sustancialmente de acuerdo con el plan final, con la construcción del Pavilion Apartment, originalmente concebido como parte de un desarrollo predecesor que incluía la Wayne State School of Pharmacy. El Pabellón es una estructura de 22 pisos que se asemeja a 860-880 Lakeshore en su uso de tramos de columnas de 21 pies con dos ventanas de nueve pies de ancho. La calefacción y la refrigeración se realizan a través de unidades de intercambio de calor en forma de cojín cerca de las ventanas. El vestíbulo, ubicado hacia adentro desde el perímetro, presentaba dos pisos y tres ascensores. Se usaría una estructura idéntica en Lafayette Towers, a continuación, aunque con un mayor número de ventanas más estrechas en las mismas bahías. Debido a que los códigos de incendios estadounidenses requerían que las columnas de acero estuvieran revestidas de concreto, el "marco" expuesto de los tres edificios es en realidad una viga en I ornamental.
El equipo procedió a construir las casas adosadas de Mies, que en última instancia serían 186 unidades en cuatro diseños: había una pequeña cantidad de casas adosadas estilo rancho de dos, tres y cuatro habitaciones con patios, siendo el resto tres habitaciones, dos casas adosadas de la historia. La vivienda de poca altura se colocó a varios pies sobre el nivel del suelo para minimizar las vistas de los automóviles y, en general, presentaba estacionamientos centrales que daban servicio a varios edificios, pero las casas con patio tenían entradas que conducían a la puerta principal. La construcción general de las casas de poca altura era un marco espacial de acero liviano del cual se colgaban losas de concreto de 3 pulgadas para pisos y paneles de vidrio para paredes delanteras y traseras. Las unidades están separadas por paredes de ladrillo refractario y cubiertas con techos planos. Los extremos están rematados por un ladrillo con revestimiento antideslizante de color beige grisáceo común en la época. Las unidades de dos pisos son esencialmente de vidrio en ambos extremos, divididas en dos en el primer piso por un núcleo mecánico, que contiene la cocina.
Las casas adosadas funcionarían como apartamentos hasta 1961-1962, cuando se convirtieron en cuatro cooperativas. Dos unidades vacías habían servido como la primera escuela para el vecindario, y la Primaria Chrysler se construyó poco después.

## Desarrollos posteriores a Greenwald

### Torres Lafayette
En 1959, Greenwald murió cuando su avión se estrelló al acercarse al aeropuerto LaGuardia de Nueva York. Greenwald había estado planificando y ejecutando proyectos residenciales en todo Estados Unidos y se dirigía a comprar un sitio en el Bajo Manhattan. Su muerte asestó un golpe significativo a todos los desarrollos que patrocinó, y resultó en el despido de la mitad del personal de Mies.
La recesión de 1958 ya había dado lugar a una tasa de desempleo del 20% en Detroit, y se dejó a las Empresas Habitat, encabezadas por Daniel Levin, terminar el proyecto. El proyecto final diseñado por Mies fue Lafayette Towers (1961-1964), dos torres perpendiculares al plano del sitio original que estaban conectadas por un garaje central y atendidas por una planta mecánica central. Todo el proyecto se replicaría más tarde en Newark, Nueva Jersey, como Pavilion Apartments. Como contó Fujikawa, el modelo de Lafayette Towers demostró ser una solución práctica y económica, y Mies no vio ninguna razón para cambiarlo. Las Torres se diferenciaban del Pabellón en tres aspectos principales: los paneles de las ventanas tenían la mitad del tamaño, la parte inferior de la ventana se reemplazó por una unidad de ventilación y el ático se hizo con una fachada de metal, no de vidrio.

### Centro comercial
Debido a que el Departamento de Vivienda y Desarrollo Urbano de los Estados Unidos había ordenado que los nuevos desarrollos incluyan un centro comercial, los socios de Greenwald construyeron el centro comercial actual (originalmente llamado "Towers Plaza"), que originalmente presentaba un edificio bancario de concreto de dos pisos con ventanas que llamaban a la Torre Lafayette Ático y centro comercial peatonal en forma de L. El edificio del banco fue demolido en 2002, a pesar de la designación de distrito histórico, y a mediados de la década de 2000, la apariencia del centro comercial se cambió para que se pareciera más a las casas adosadas de Mies. En todas las etapas de su existencia, el centro comercial fue una desviación significativa del diseño original de Mies, que presentaba un centro comercial en forma de sombrero con estacionamiento contiguo a Orleans y ahora Dequindre Cut.
En 1963, el mismo año en que se terminaron las Torres, Mies sufrió un ataque de artritis, que empeoró progresivamente hasta su muerte y le obligó a moderar su trabajo.

### Cherboneau, Chateaufort y Regency Court
Aproximadamente al mismo tiempo que Lafayette Towers, se desarrollaron cuatro parcelas adicionales en el redesarrollo de Gratiot:
1. Cherboneau North y South fueron desarrollados por un sindicato de maestros. Chernoneau South es un complejo de casas convencionales estilo jardín. Cherboneau North presentaba casas estilo jardín con escaleras sin ascensor entre los pasillos.
2. Chateaufort es un complejo de 60 casas adosadas de una planta dispuestas alrededor de una calle en forma de U. Algunas de las casas están alejadas y perpendiculares a ella. El diseño es una forma más convencional de la casa con patio de Mies, en una escala algo mayor. Cada uno tiene tres dormitorios, dos baños y un sótano.
3. Regency Court, ahora Parc Lafayette, diseñado por Joseph Savin, fue inicialmente considerado como uno de los diseños más progresistas en Lafayette Park, con edificios de tres pisos agrupados alrededor de un garaje cubierto con una piscina. Las unidades más grandes son unidades de dos pisos accesibles por un camino subterráneo y una estructura de estacionamiento. Ambos pisos tienen ventanas que dan al exterior y el piso superior da a la piscina. Por encima de ellos están los walk-ups del tercer piso. Hay una torre de ocho pisos en el complejo, frente a Orleans.

## Extensión Lafayette

### 1300 Lafayette East
En 1960, Morton Scholnick, que había desarrollado Huron Towers de Ann Arbor, contrató a Gunnar Birkerts, un arquitecto moderno nacido en Letonia, y a Frank Straub para diseñar un edificio de apartamentos de ultra lujo en un sitio originalmente proyectado para un rascacielos de Mies. El plano del sitio original de Birkerts incluía dos torres de 30 pisos y varios cientos de casas adosadas, conectadas por una serie de caminos subterráneos. 1300 Lafayette East, la primera parte del desarrollo, era el edificio de hormigón más alto de Detroit y presentaba dos losas, desplazadas a lo largo de un corredor central, dando la ilusión de delgadez. Las columnas estructurales son irregulares y asimétricas en los lados norte y sur y siguen los límites de las habitaciones de los dormitorios en unidades (1-3 dormitorios) y apartamentos tipo estudio. A diferencia de las estructuras de Mies, 1300 Lafayette East fue diseñado en el estilo New Formal de la arquitectura moderna y, por lo tanto, presenta un sutil detalle a dos aguas y coloca el edificio en un podio, que contiene un garaje subterráneo de dos pisos, encima del cual hay árboles y un espacio de jardín. De acuerdo con la filosofía de diseño de Birkerts, ningún automóvil es visible desde la calle.

### Proyecto Navarre Place
Poco después de la finalización de 1300 Lafayette East, Scholnick contrató a John Macsai para diseñar Navarre Place. Navarre Place, una versión simplificada del desarrollo original de Birkerts, presenta tanto salientes como huecos de una forma oblonga básica: las puertas traseras, accesibles desde la calle, están empotradas y los comedores están dispuestos. Sorprendentemente, se les llamó viviendas unifamiliares, no cooperativas ni condominios. El diseño refleja la filosofía de Macsai, quien como refugiado judío de los nazis en Hungría, llegó a creer que la privacidad era una preocupación primordial en las viviendas multifamiliares. Eso lo puso en conflicto directo con Mies, quien no estaba de acuerdo con su filosofía.
Los disturbios civiles de 1967 causaron el colapso del desarrollo del centro de Detroit y detuvieron la construcción de Navarre Place después de que se construyó el lado norte de la primera calle. La construcción se reanudaría en 1968 y el lado sur se construiría en 1969. Hoy en día, un camino corto refleja las calles paralelas adicionales no realizadas, y la torre gemela al 1300 Lafayette East, que se ubicará en Larned y Rivard, nunca se inició.

### Otros desarrollos originales
Rochdale Court, en un sitio delimitado por Lafayette, Orleans, Ducharme y Lafayette Central Park, era un desarrollo de viviendas para personas mayores que constaba de apartamentos de un piso agrupados alrededor de patios centrales. Fue demolido en 2002 y desarrollado en 2015-2016 como DuCharme Place, un complejo inspirado en la Bauhaus de cuatro edificios de apartamentos de 3-1 / 2 pisos.
Los Apartamentos Central Park Plaza, al sur del sitio de Rochdale Court, fueron diseñados como una estructura en forma de A de uno y dos dormitorios, con varios edificios agrupados alrededor de una piscina.
Los apartamentos Jean Rivard son una serie de edificios de apartamentos de tres pisos ubicados entre Larned, Lafayette, la I-375 y Rivard. Son principalmente apartamentos de un piso, con algunas unidades tipo loft de dos pisos bajo techos inclinados.

## Adiciones posteriores
Algunos años después de que se completaron los desarrollos originales, se construyeron tres nuevos desarrollos en Lafayette Extension. Por lo general, no se los reconoce como parte de Lafayette Park, pero están en su huella:
- Apartamentos Carlton (1971)
- Apartamentos en Palms East (1974)
- DuCharmePlace (2016)

## Cultura popular
1300 Lafayette East fue la parte más famosa del desarrollo a fines de la década de 1960 y principios de la de 1970. Su posicionamiento de súper lujo hizo que vivir allí se convirtiera en una insignia de "la buena vida", con jueces, criminales y celebridades locales viviendo allí simultáneamente. Fue el escenario de una escena fundamental en City Primeval de Elmore Leonard, y en 2014, Jewish Ensemble Theatre produjo una obra epónima.
The Pavilion Apartments fue el escenario del apartamento de Angelo Perino, interpretado por Tommy Lee Jones, en The Betsy , una adaptación de 1978 de una novela de Harold Robbins sobre un imperio automotriz familiar ficticio.

## Horizonte
Hay 186 casas cooperativas de uno y dos pisos en 18 acres al oeste del parque, construidas entre 1958 y 1960. El complejo también incluye:
| Nombre                                              | Arquitecto | Pisos | Año  |
| --------------------------------------------------- | ---------- | ----- | ---- |
| 1300 Lafayette East Cooperative                     | Birkerts   | 30    | 1964 |
| Apartamentos en Lafayette Pavilion                  | Mies       | 22    | 1958 |
| Apartamentos en Lafayette Towers                    | Mies       | 22    | 1963 |
| Apartamentos en Lafayette Towers                    | Mies       | 22    | 1963 |
| La Torre de Windsor (Casa de las Cuatro Libertades) | Graham     | 21    | 1965 |

## Educación
La comunidad está dividida en zonas para las Escuelas Públicas de Detroit.
Los residentes están divididos en zonas para la escuela primaria Chrysler, creada para los niños de Lafayette Park y la mejor escuela primaria del sistema de DPS. Bunche K-8 para la escuela secundaria, y Martin Luther King High School. Anteriormente, Duffield K-8 sirvió a la comunidad para la escuela intermedia.
La Biblioteca Pública de Detroit opera la biblioteca sucursal de Elmwood Park en 550 Chene. La sucursal abrió por primera vez el 21 de abril de 1975 en Elmwood Park Plaza. Los primeros propietarios de la plaza comercial incluyeron la sucursal después de que los residentes insistieran en la inclusión de la biblioteca. A partir de 2009 es la única sucursal ubicada en una plaza comercial.

## Galería

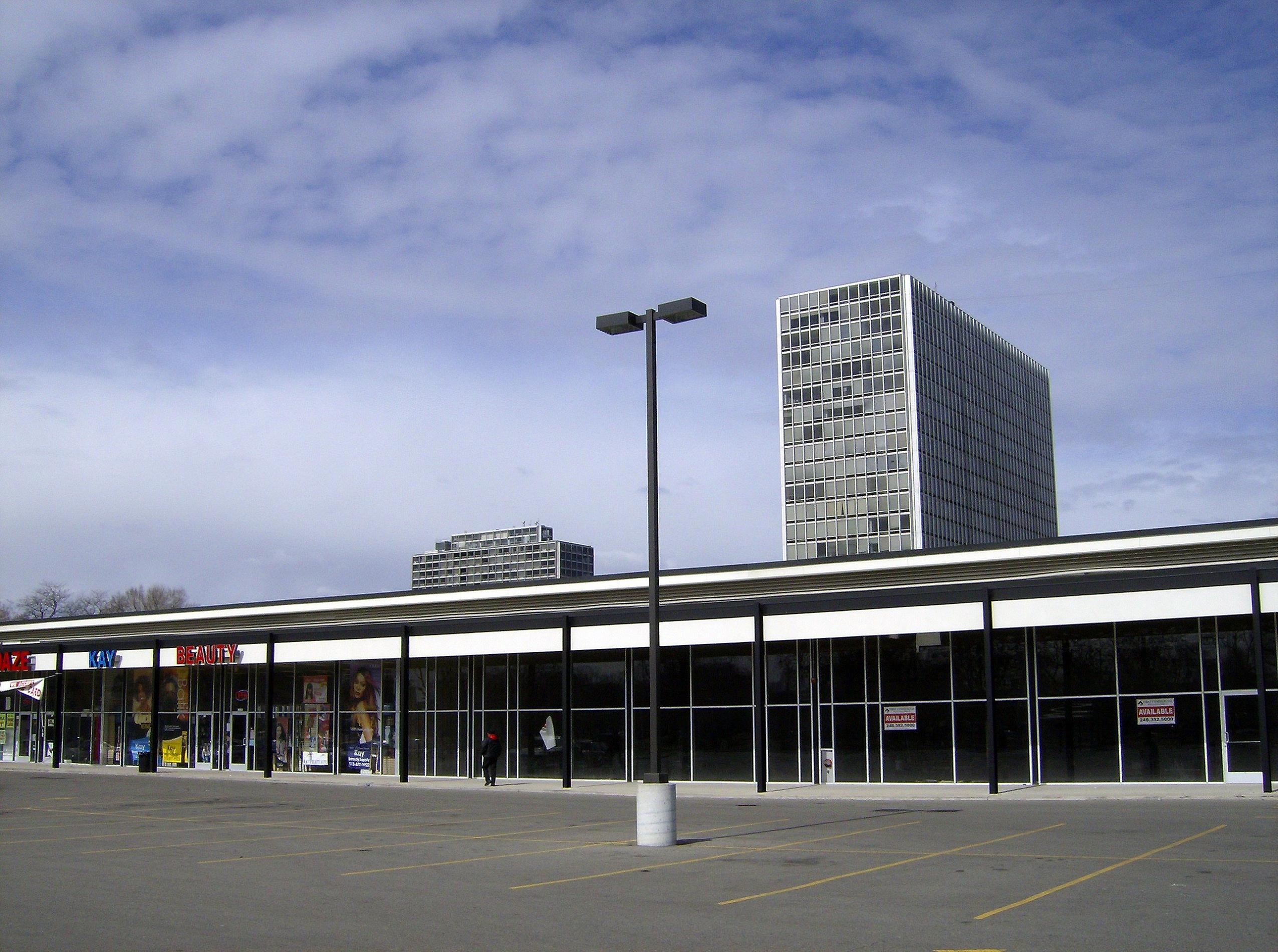
Tiendas en Lafayette Park
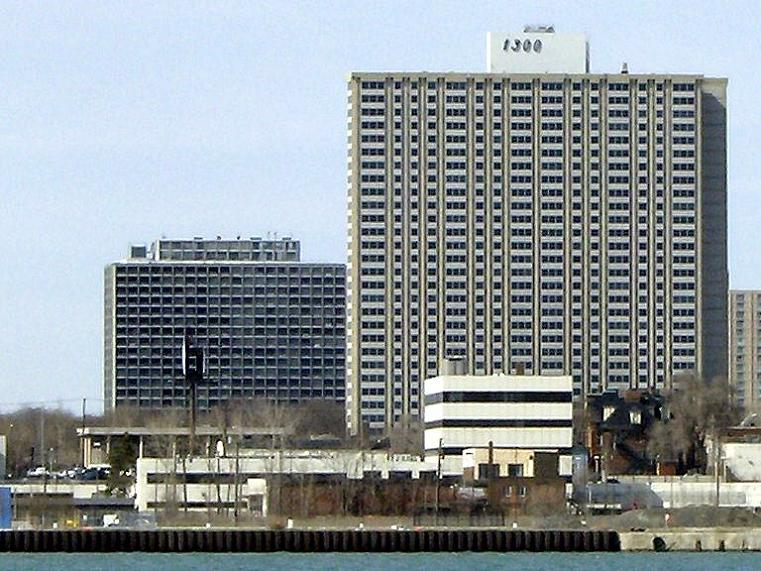
1300 Lafayette East Cooperative. Al fondo, Lafayette Pavilion Apartments.
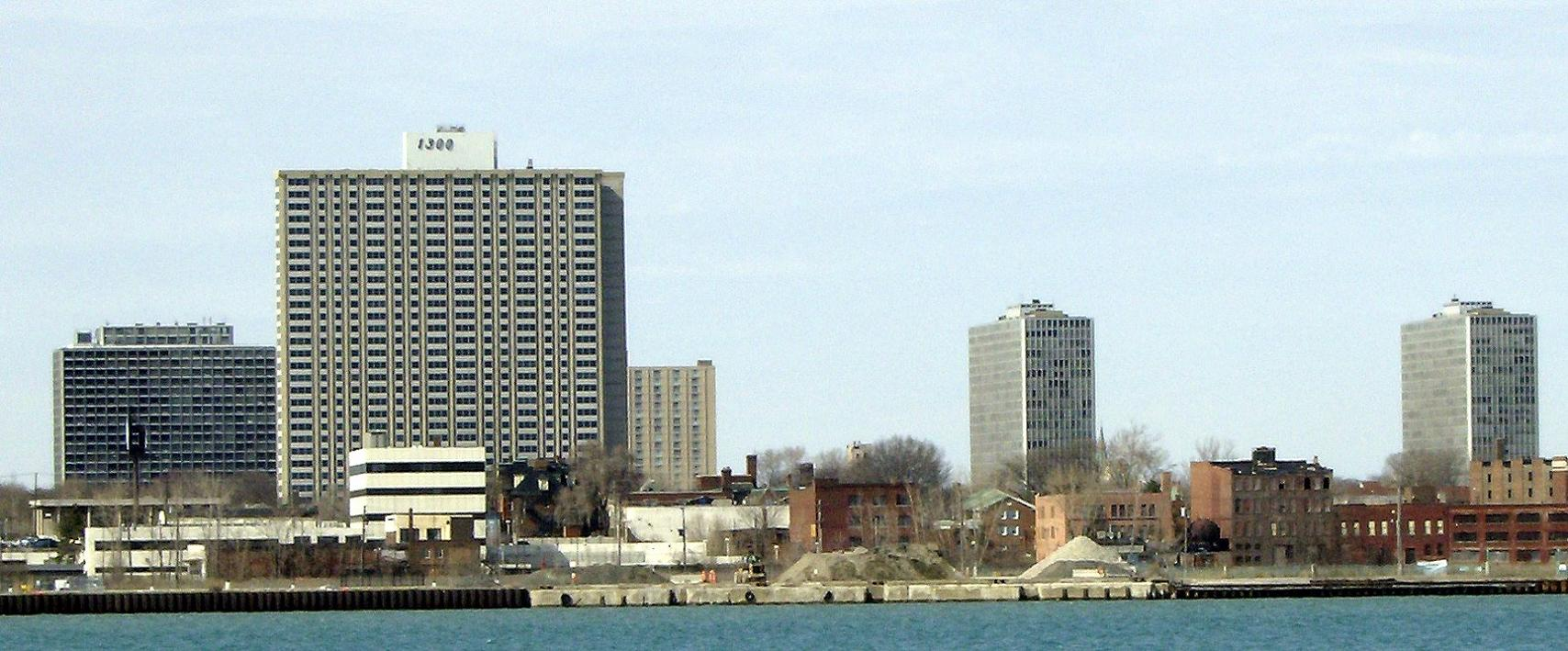
Edificios de apartamentos constituyentes de Lafayette Park
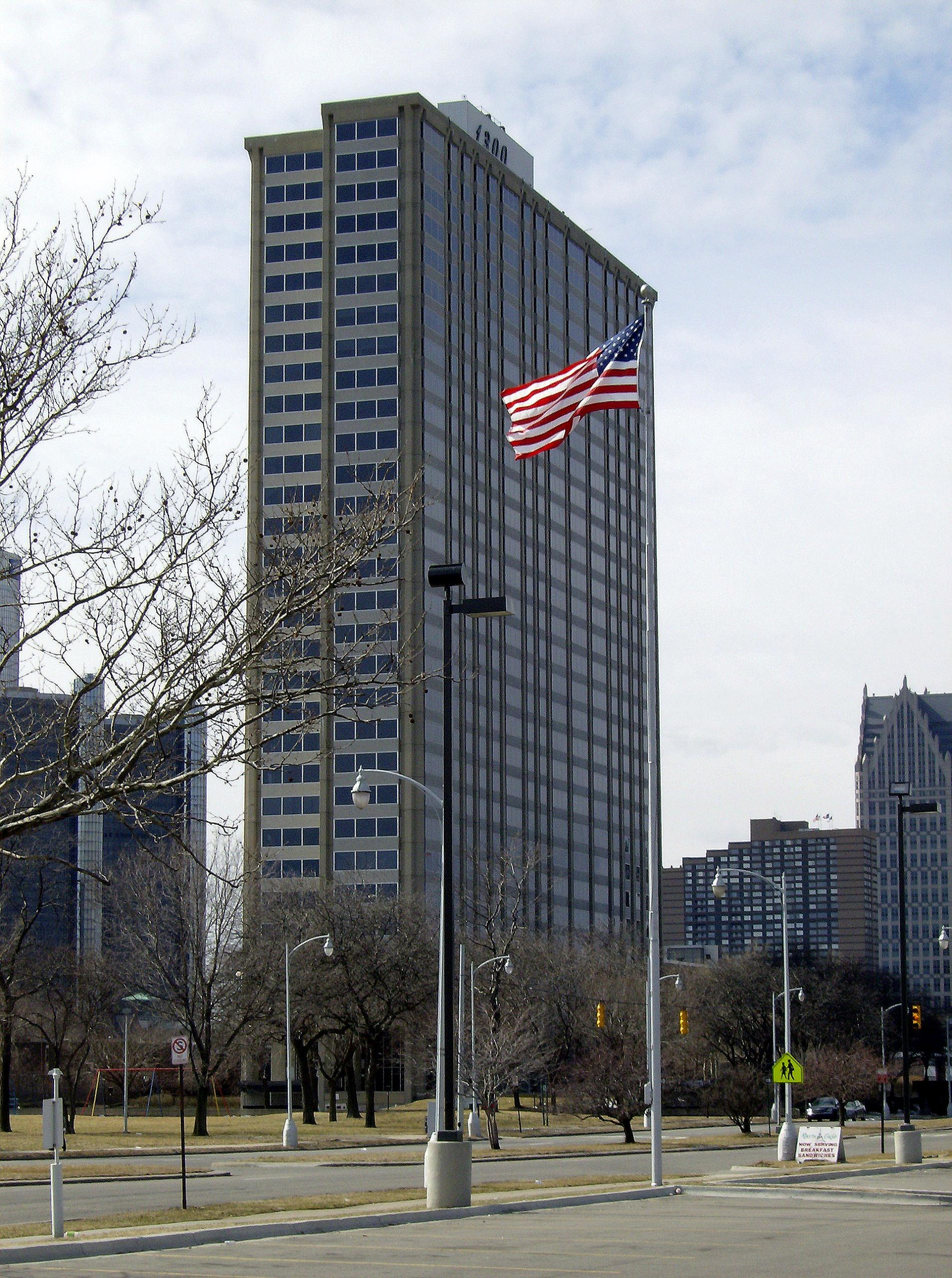
1300 Lafayette East Cooperative
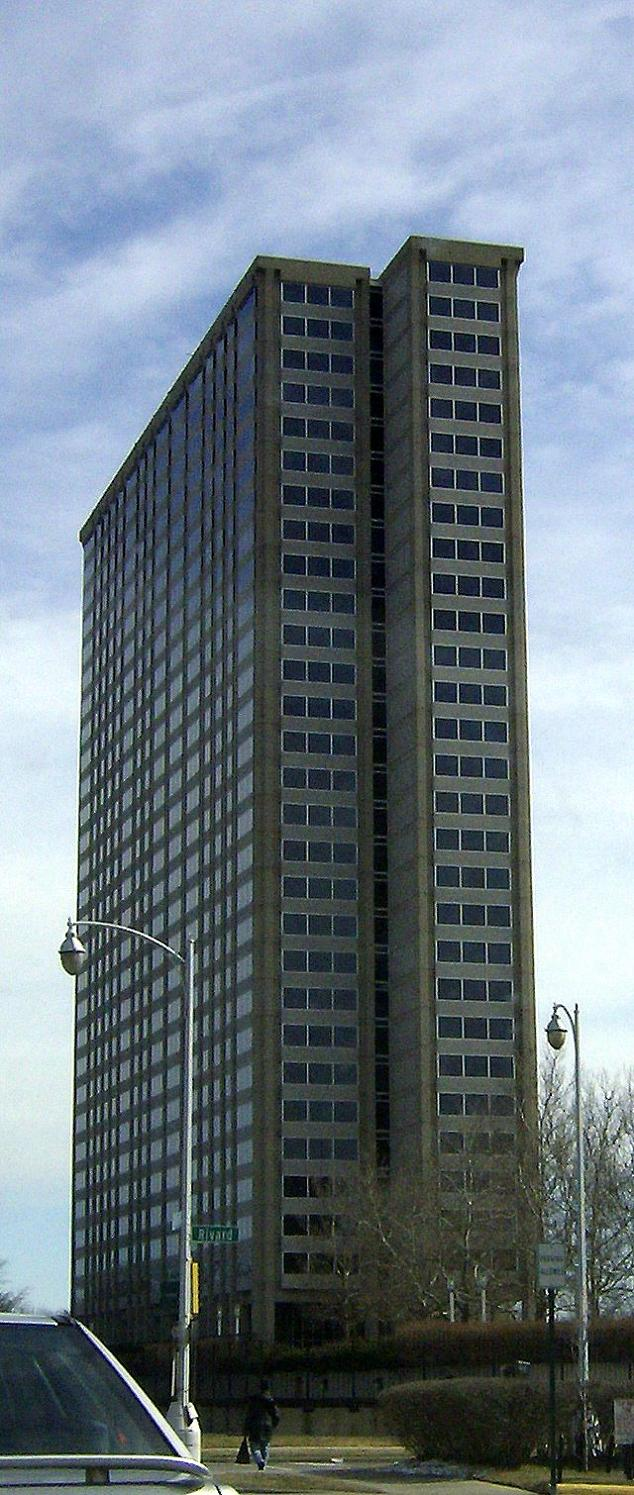
1300 Lafayette East
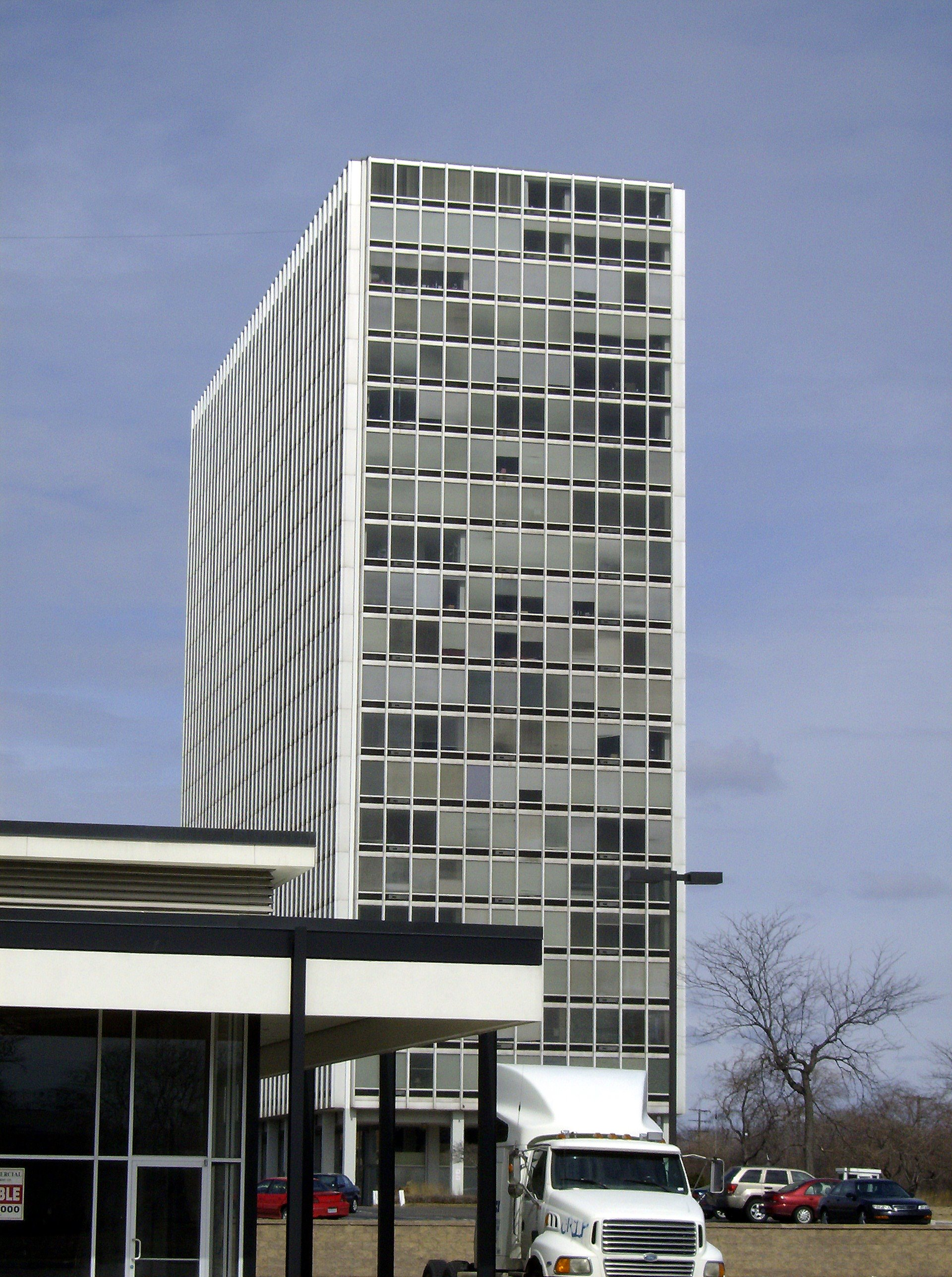
Lafayette Towers Apartments East
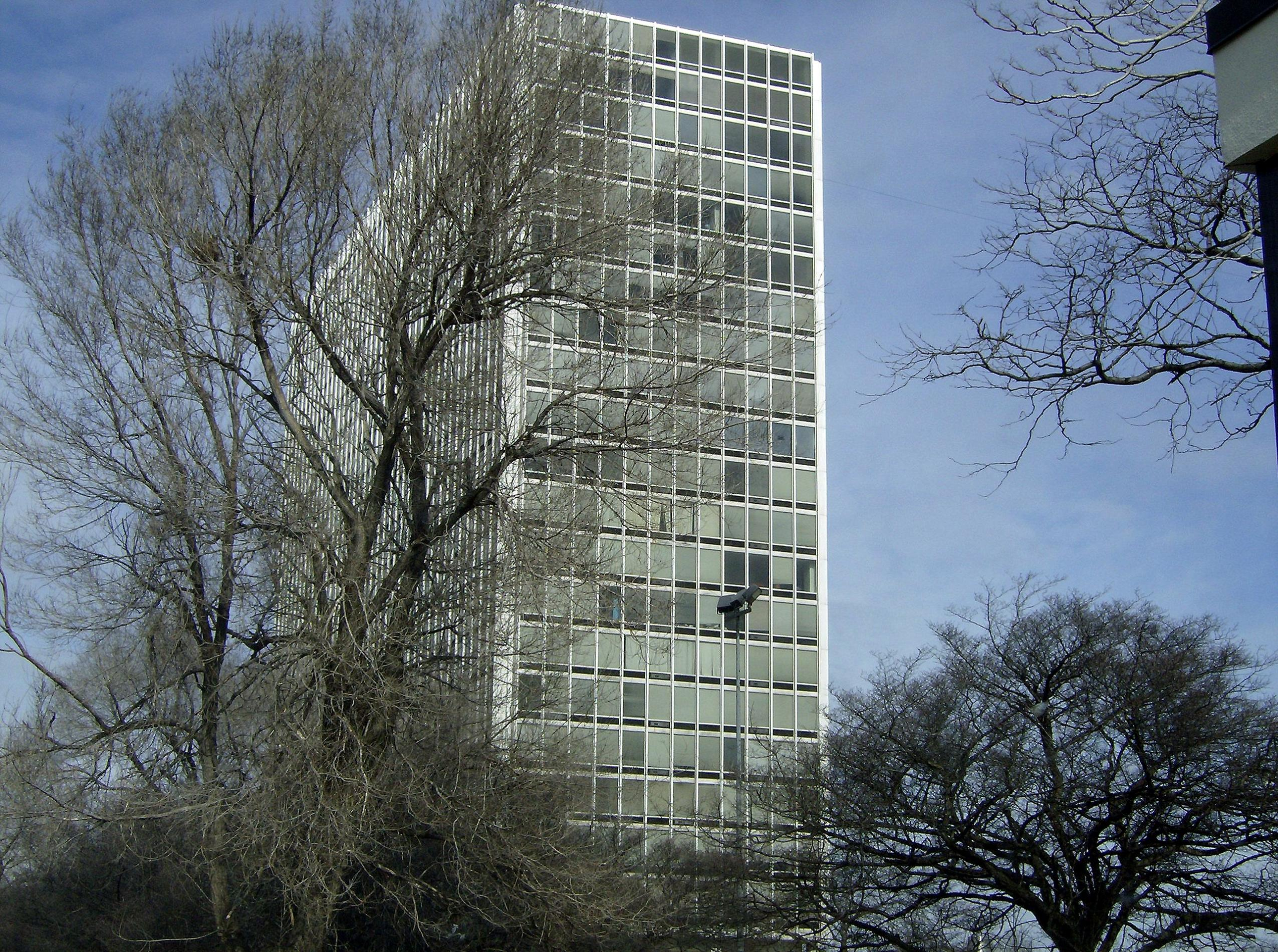
Lafayette Towers Apartments West